# Líder Mármol
Eder Líder Mármol Cuenca (Juan León Mallorquín, Alto Paraná, Paraguay, 2 de octubre de 1985) es un futbolista (italo-)paraguayo. Juega de defensa central en 12 de Octubre de la Tercera División de Paraguay.

## Trayectoria
Líder Mármol surgió de la cantera del equipo paraguayo CD 4 de Agosto. Con 17 años el Blackburn Rovers FC se interesó por el paraguayo que finalmente siguió jugando en su país al no formalizarse el fichaje. Su primer equipo amateur fue el Club River Plate de Asunción donde militó en la Segunda División de Paraguay. Posteriormente dio el salto a la Primera División de Paraguay con el Sol de América y con el Guaraní. Con este último equipo quedó subcampeón del Torneo Apertura en 2005.

### Hércules CF
Llegó al Hércules CF en el mercado invernal de la temporada 2006/07 para suplir la marcha de Rolando Schiavi en el eje de la defensa. Llegó al Hércules junto con su compatriota Julio César Irrazábal, ambos con un contrato de 6 meses que concluía el 30 de junio de 2007 tras finalizar la liga, con opción a 3 años más de contrato si así lo decidían los técnicos del equipo alicantino. Su fichaje fue una apuesta personal del por entonces director deportivo Javier Subirats, quien le vio en directo con la selección paraguaya sub-20 en el Torneo Internacional de Fútbol Sub-20 (COTIF) celebrado en Alcudia de Carlet. Su primer partido con la camiseta blanquiazul fue en un partido amistoso en La Manga del Mar Menor (Murcia) contra el FC Köln alemán (1-0). Debutó en Segunda División de España el 28 de enero de 2007 contra el Málaga CF (0-0) en el Estadio La Rosaleda.
En el club herculano completó un total de 966 minutos jugados en 11 partidos, marcó un gol y fue una vez expulsado.

### Periplo inglés y sin equipo
Tras su paso por España en verano de 2007 viajó a Inglaterra para realizar la pretemporada con el Coventry City FC, donde jugó algunos partidos amistosos pero finalmente no se quedó en el club. Poco después, el Reading FC se fijó en Líder, pero descartaron su fichaje poco antes del reconocimiento médico que ya tenían previsto. También estuvo entrenando con el AFC Bournemouth de la Football League One pero Mármol no llegó a ningún acuerdo formal con ningún equipo.

### Chicago Fire
Tras más de 10 meses sin equipo (aunque no inactivo), fichó el 29 de abril de 2008 por los Chicago Fire de la MLS estadounidense. Su fichaje fue una dura pugna entre el equipo de Chicago y los Red Bull New York. El jugador realizó toda la pretemporada con los Red Bull entrenado por Juan Carlos Osorio, pero cuando se iba a formalizar su fichaje aparecieron los Fire reclamando su derecho preferencial al haber descubierto al jugador en una especie de draft. La pugna duró más de 2 meses, y finalmente los Fire le aseguraron un buen contrato a Mármol.
Tras su discreto paso estadounidense, regresó al 12 de octubre de su país. Más tarde realizó una buena temporada en la Segunda división argentina con el San Martín de San Juan, lo que le valió para que en julio de 2010 firmara por el conjunto mexicano Atlante.

## Selección nacional
Ha sido internacional con la Selección de fútbol de Paraguay sub-20 (2003).

## Clubes
| Club                   | País           | Año             |
| ---------------------- | -------------- | --------------- |
| CD 4 de Agosto         | Paraguay       | 1999 - 2002     |
| River Plate (PAR)      | Paraguay       | 2002 - 2004     |
| Sol de América         | Paraguay       | 2004            |
| Club Guaraní           | Paraguay       | 2004 - 2006     |
| Hércules CF            | España         | 2007            |
| Chicago Fire           | Estados Unidos | 2008            |
| 12 de Octubre FC       | Paraguay       | 2009            |
| San Martín de San Juan | Argentina      | 2009 - 2010     |
| CF Atlante             | México         | 2010 - 2011     |
| Atlético Tucumán       | Argentina      | 2011 - 2013     |
| 12 de Octubre FC       | Paraguay       | 2014 - presente |

## Palmarés

### Campeonatos nacionales
| Título                         | Club         | País     | Año  |
| ------------------------------ | ------------ | -------- | ---- |
| Subcampeón del Torneo Apertura | Club Guaraní | Paraguay | 2005 |